# Kloster Hilandar

Kloster Hilandar

Das Kloster Hilandar [xilandar] (serbisch Манастир Хиландар Manastir Hilandar, gelegentlich auch Chilandar transkribiert; griechisch Μονή Χιλανδαρίου [mɔˈni çilanðaˈriu] Moní Chilandaríou) ist ein Kloster in Griechenland. Der Klosterbau erfolgte auf Initiative des Heiligen Sava, der 1191 auf dem Berg Athos Mönch wurde. Es ist neben dem Kloster Studenica eines der bekanntesten serbisch-orthodoxen Klöster.
Hilandar beherbergt die bedeutendste serbische historische Bibliothek des Mittelalters, in dessen Archiv sich neben zahlreichen kaiserlichen Edikten historisch bedeutende Dokumente, Handschriften und Evangelien byzantinischer, serbischer, walachischer, russischer und osmanischer Redaktion sowie Korrespondenz befinden. Bis zum Besuch von Aleksandar Obrenović 1896 befand sich in Hilandar auch das älteste serbische Evangelium (Miroslav-Evangelium).
In der Schatzkammer finden sich neben liturgischen Geräten insbesondere Ikonen vom 11. bis 15. Jahrhundert, unter denen eine Mosaikikone aus dem 11. Jahrhundert sowie vier Deesis-Ikonen aus dem 14. Jahrhundert herausstehen. Von den Werken des Mittelalters finden sich auch zwei der Nonne Jefimija, deren Familie im Kloster beerdigt wurde, ein Gedicht in einem Holzdiptychon sowie der lyrische Text auf der Stickerei für die Altarschranke der Ikonostase.
Hilandar befindet sich in der autonomen griechischen Mönchsrepublik Athos und genießt weitgehende Selbstverwaltung. Der gesamte 336 km² große Klosterstaat auf der Halbinsel Chalkidiki wurde 1988 von der UNESCO zum Weltkulturerbe erklärt.

## Geschichte

### Gründung durch Sava und Stefan Nemanja

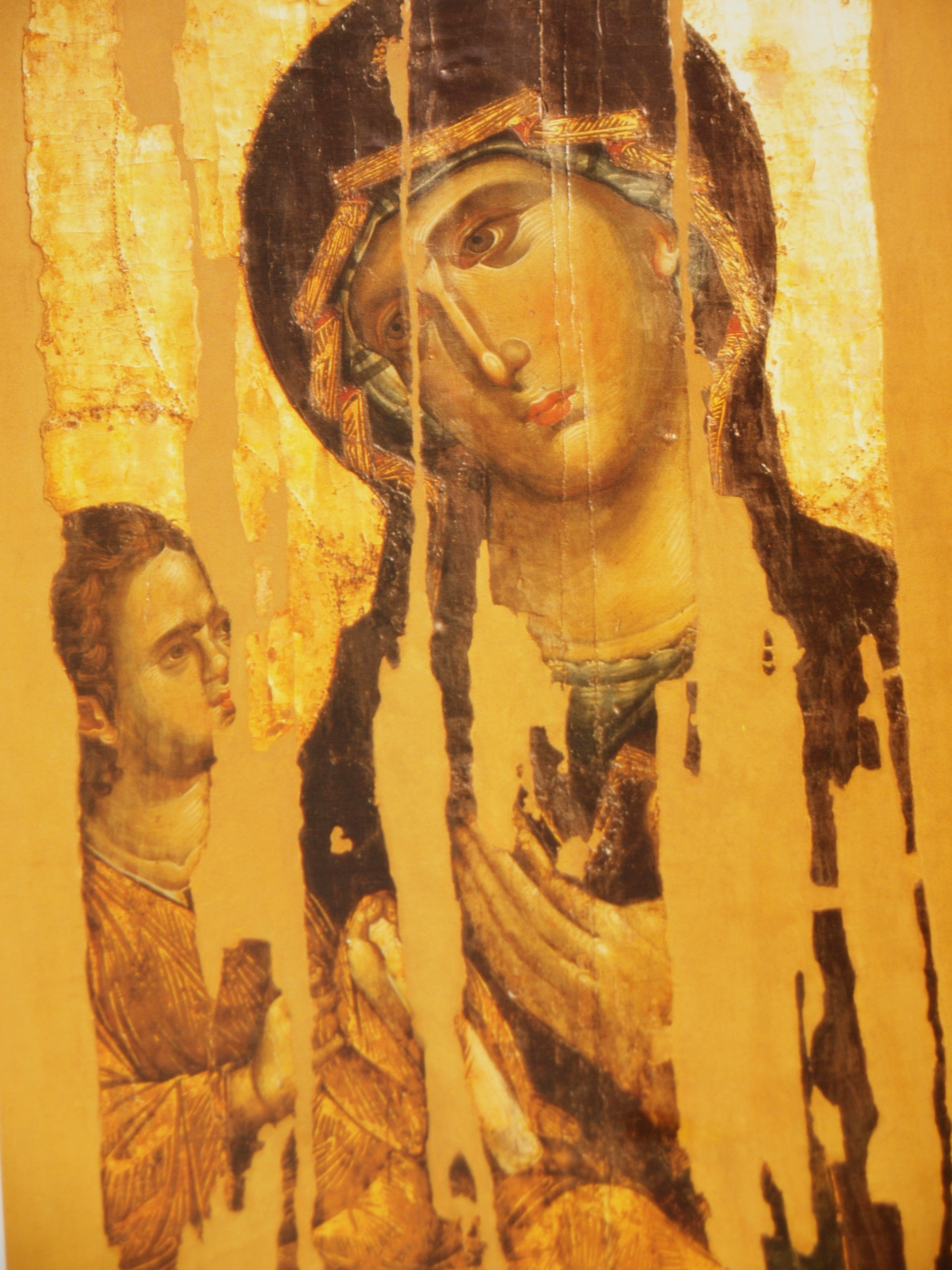
Muttergottes Hodegetria, ein Hauptwerk der Tafelmalerei des Hochmittelalters, 13. Jahrhundert

Das erste Vorgängerkloster stammte vom Beginn des 11. Jahrhunderts. Ab dem 12. Jahrhundert kamen immer mehr serbische Mönche auf den Athos, so auch Sava von Serbien und sein Vater Stefan Nemanja. Sava besuchte den Kaiser Alexios III. und bat um eine Stätte für Mönche aus Serbien, wie „sie auch andere Völker auf dem Athos haben“. Diese Bitte wurde 1198 erfüllt und den serbischen Mönchen das verlassene Kloster Chilandaríou zugewiesen, damit es „zur Aufnahme der Menschen aus dem serbischen Volke diene“ (ἀπὸ τοῦ γένους τῶν Σέρβων).
Ursprünglich war von Sava gedacht, dass Hilandar eine Skite des Klosters Vatopedi sein sollte, da sich Sava weiterhin der Bruderschaft von Vatopedi zugehörig fühlte. Weil jedoch die anderen Athos-Klöster eine zu große Machtstellung Vatopedis befürchteten, wurde beschlossen, in Hilandar eine eigene, unabhängige Klostergemeinschaft zu gründen. Sava und sein Vater Nemanja, als Mönch mit dem Namen Symeon, erneuerten Hilandar vollständig und alsbald wurde es zum bedeutendsten serbischen Kloster. Viele bedeutende Kirchenmänner des mittelalterlichen Serbiens waren zuvor Mönche in Hilandar. Der Legende nach befand sich in Hilandar die erste serbische Universität.

### Neubau des Katholikons durch Stefan Uroš II. Milutin
Unter König Milutin wurde das Katholikon, die Hauptkirche, neu erbaut sowie die Freskengestaltung der Kirche 1321/22 vollendet. Die neue Hauptkirche wurde zum Vorbild vieler neuer Kirchen auf dem Athos und darüber hinaus, insbesondere in Serbien. Nachdem das Kloster der Belagerung durch die katalanische Kompanie widerstand, trotzdem schwer in Mitleidenschaft gezogen wurde, wurden neue Befestigungen erbaut, so u. a. der Turm des König Milutins im Hafen des Klosters. Unter Stefan Uroš IV. Dušan, der seinen Machtbereich auch auf den Athos ausweitete, wurden dem Kloster zahlreiche Zuwendungen gemacht und die Rolle Hilandars als spirituelles Zentrum der serbisch-orthodoxen Kirche ausgebaut.

### Anbau des Exonarthex durch Stefan Dušan

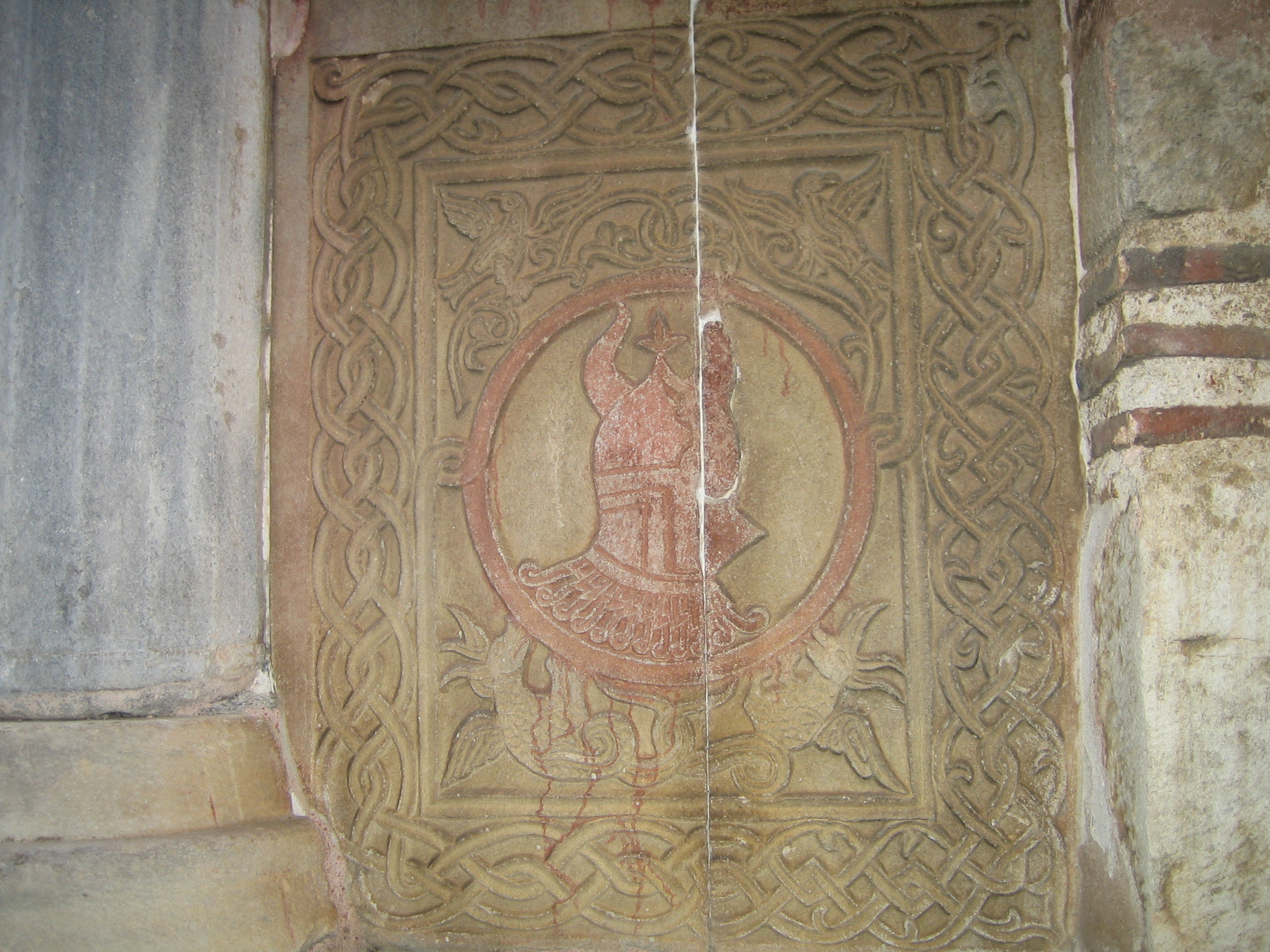
Wappen des serbischen Fürsten Lazar Hrebeljanovic am Exonarthex des Katholikons, 14. Jahrhundert

Während der Pestepidemie 1347/48 weilte Zar Dušan im Kloster Hilandar. Die doppelseitige Ikone der Muttergottes Abramiotis, die als Wunderikone gilt, kam damals als Geschenk des Zaren nach Hilandar. Ihre endgültige Gestalt bekam die Hauptkirche durch den Anbau des einkuppeligen offenen Exonarthex unter Stefan Dušan, der sich harmonisch in den Gesamtbau einfügt. Ein Wappen des Fürsten Lazar auf einem Fries der Arkaden nährte die gängige Vermutung, der Exonarthex sei auch von diesem gestiftet gewesen. Jedoch stammt das Fries aus einer späteren Phase und nicht aus der Zeit der Errichtung um die Mitte des 14. Jahrhunderts.
Unter den serbischen Adligen im ausgehenden 14. Jahrhundert, die sich als weitere Stifter des Klosters engagierten, fanden sich die Despoten Jovan Uglješa und Toma Preljubović. Während des Ansturms der Osmanen, die die Serben erstmals 1371 in der Schlacht an der Mariza besiegten, diente das Kloster als Zufluchtsort zahlreicher Vertriebener. Nachdem das Kloster erstmals zwischen 1387 und 1403 vorübergehend unter osmanische Herrschaft gekommen war, blieb es von 1430 bis 1912 wie der gesamte Athos ein Bestandteil des Osmanischen Reiches.

### Osmanische Herrschaft
Während der osmanischen Herrschaft bestand noch bis ins 17. Jahrhundert ein privilegierter Status von Hilandar, der durch seine Verbindungen zu den ehemaligen orthodoxen Zentren in Bulgarien, Serbien, der Walachei sowie den Handelsstädten in Dalmatien wirtschaftlich unterstützt wurde, auch nachdem der Grundbesitz durch die Konfiszierung der ehemaligen Metohijen in Griechenland, Makedonien, Kosovo und Metochien sowie Serbien stark eingeschränkt wurde. Auch stammten regelmäßige Zuwendungen noch aus alten Verpflichtungen mit der Republik Ragusa (Dubrovnik). Hilandar sicherte sich auch im Großfürstentum Moskau sowie der Walachei wichtige Patrone.
Vom 17. Jahrhundert bildeten bulgarische Mönche die Mehrheit der Mönche im Kloster. So wurde Hilandar ein wichtiges Zentrum der bulgarischen nationalen Wiedererweckung im 18. und 19. Jahrhundert. Hier schrieb der bulgarische Mönch Païssi von Hilandar seine Slavo-bulgarischen Geschichte in der Zeit, als sein älterer Bruder Lawrenti Abt des Klosters war. 1848 verstarb Neofit Bosweli im Kloster. 1860 wurden nach der sogenannten Osteraktion Ilarion Makariopolski, Paisij von Plowdiw und weitere Bischöfe hierher verbannt, nachdem mehrere bulgarische Metropoliten während des Ostergottesdienstes die liturgisch vorgeschriebene Namensnennung des Konstantinopeler Patriarchen unterlassen und stattdessen im Gebet „des Ganzen orthodoxen Episkopats“ gedacht hatten. Das Kloster blieb bis 1889 bulgarisch. In jenem Jahr erwirkte der serbische König Aleksandar Obrenović, dass es wieder an serbische Mönche übergeben wurde, während die bulgarischen Mönche ins Kloster Zografou übersiedelten.
Während der nationalistischen Diktatur der griechischen Militärjunta 1967–1974, als diese auch eine Gräzisierung des Athos anstrebte, wurde einzig Hilandar unter den nichtgriechischen Klöstern des Athos toleriert.

## Architektur

### Katholikon
Das Katholikon des Klosters Hilandar setzt sich aus drei Bauteilen zusammen: dem einkuppeligen Naos mit drei Konchen, dem doppelkuppeligen Narthex sowie dem zum gleich großen Narthex einkuppelig ausgeführten Exonarthex.
Im Stil der hauptstädtischen komnenischen Architektur wurde das Katholikon 1300–1303 (oder 1306–1309) in den Ausmaßen 13 × 28 m (36 m mit dem später angefügten Exonarthex) fertiggestellt. Den Anbau des ursprünglich offenen Exonarthex ließ Zar Stefan Uroš IV. Dušan nach 1346/47 anbringen. Dieser wurde für die weitere Entwicklung der serbischen Kloster-Architektur stilbildend und fand sich danach noch im Kloster Gračanica, Ravanica und Manasija.
Das Katholikon ist innerhalb der großen Anlage des Klosters auch das bedeutendste Gebäude, das durch sein komplexe Struktur und hohe Kunstfertigkeit der architektonischen Ausführung zu den bedeutendsten mittelalterlichen Kirchengebäuden der Balkanhalbinsel gehört. Das Gebäude, in der Kontinuität der mittelbyzantinischen Kreuzkuppelkirchen erbaut, steht den komnenischen Werken der byzantinischen Hauptstadt Konstantinopel nahe. Neben dem dreikonchonalen Grundriss wurde auch die Ausführung des Exonarthex zum Vorbild für die Kirchen- und Klosterbauten der serbisch-orthodoxen Kirche zwischen 1350 und 1450.
In seiner künstlerischen Gesamtheit ist Hilandar durch den Mosaikfußboden, die Voll- und Flachrelief-Dekoration der Portale und Fenster als Mischung byzantinischer und serbischer Künstler erkennbar.
In der klassischen und heute anachronistischen Historiografie der serbischen Kunst wurden die Bauwerke der Epoche zwischen dem Ende des 13. und Ende des 14. Jahrhunderts als „Mazedonische Schule“ (allgemein serbisch-byzantinischer Stil) bezeichnet. Daher wurde auch das erste Gebäude, das diesem „Stil“ angehörte, der Neubau des Katholikons von Hilandar unter Stefan Uroš II. Milutin 1303, dieser Baugruppe zugeordnet. Heute versucht man die Sichtweise der nationalen Schulen weitestgehend zu vermeiden und erklärt die Einflüsse auf die Architektur der Balkanhalbinsel durch Wirken von bestimmten Kunstzentren, neben denen auch der Athos sowie die nahegelegene Großstadt Thessaloniki als bedeutende Impulsgeber und Herkunft zahlreicher Architekten der spätbyzantinischen Kunst fungierten.

### Klosterbauten

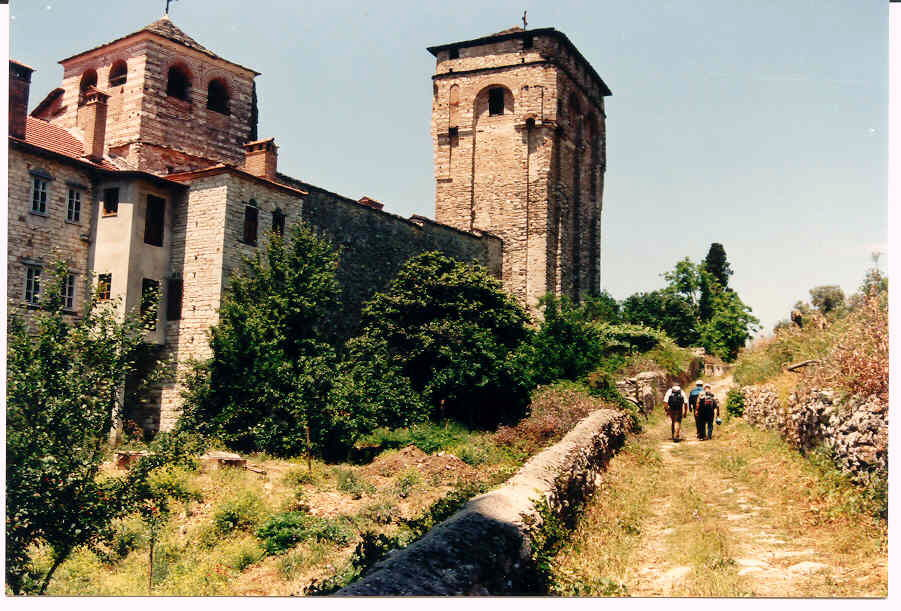
Klosteraußenmauer mit dem Pyrgos des Hl. Sava, Anfang 13. Jahrhundert

Das Kloster entspricht in der Gesamtanlage den typischen athonitischen Großklöstern und setzt sich aus über 20 Gebäuden zusammen. Sie bilden mit der geschlossenen Architektur den Eindruck einer kleinen Stadt. Zur Anlage gehören auch drei Wehrtürme, sogenannte Pyrgoi, die in der von Wohn-, Wirtschafts- und Andachtsräumen gebildeten Umfassung des Katholikons eine wehrhafte Kulisse bilden. Der Pyrgos des Hl. Sava stammt noch aus der ältesten Bauphase des Klosters um das 12. Jahrhundert und erreicht mit fünf Stockwerken eine Höhe von 35 Metern. Zum Klosterhof führt ein wehrhafter Durchgang. Im Klosterhof liegen neben dem Katholikon zwei Brunnen sowie das Taufbecken.

## Ikonen

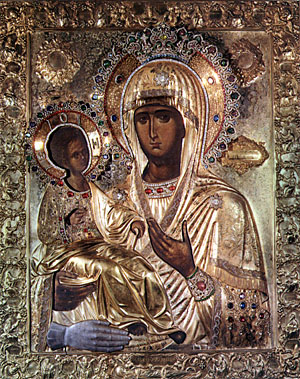
Die Dreihändige Muttergottes-Ikone

Die Ikonen Hilandars stellen eine der wichtigsten mittelalterlichen Ikonensammlungen überhaupt dar. So gehört auch eine der drei erhaltenen athonitischen Mosaikikonen, ursprünglich in Besitz von Stefan Nemanja, zum Bestand, wie mehrere überragende Marien- und Christusikonen des 13.–14. Jahrhunderts.
Die älteste Ikone Hilandars ist die Mosaikikone der Muttergottes Hodegetria die stilistisch noch in die komnenische Epoche um 1200 gehört. Ein Hauptwerk europäischer Tafelmalerei des 13. Jahrhunderts ist die großformatige Prozessions-Marienikone im Hodegetria Typus. Sie ist stilistisch mit den Fresken des 13. Jahrhunderts in den Klosterkirchen von Mileševa und Sopoćani und den Werken der sogenannten Palaiologischen Renaissance verwandt.
Aus dem 14. Jh. stammen die großformatigen Deesis-Ikonen, darunter der Erzengel Gabriel sowie die Evangelisten Lukas und Matthäus.
Die bekannteste Ikone aus der Ikonensammlung ist die Gottesmutter-Tricheirousa-Ikone (serb. Bogorodica Trojeručica, griech. Παναγία η Τριχερούσα, zu dt. etwa Dreihändige Muttergottes). Das Bild ist laut Legende die Ikone des heiligen Johannes von Damaskus mit seiner auf Befehl des Kalifen Abd al-Malik abgehackten Hand. Diese dem Hodegetria Typ zugehörende Marienikone bekam 1904–1909 einen russischen Silberoklad. Die Ikone ist an der Ostseite des südwestlichen Bemapfeilers des Hilandarer Katholikons, neben dem Sitz des Abtes, aufgestellt. Mit diesem Thron, der wohl im 18. Jahrhundert reich mit Holzschnitzereien geschmückt und mit einem prächtigen Baldachin versehen wurde, ist eine der drei Legenden verbunden: Mehrfach verlässt die Ikone ihren alten Platz im Altar und erscheint von alleine auf dem Thronsitz des Igoumenos. Durch dieses Wunder schlichtet sie den dauernden Streit unter den Mönchen, die die Ikone dann auf dem von ihr gewählten neuen Platz belassen und diese von nun an als Igumenija respektieren. Die Legenden um die Ikone machen sie zur bekanntesten Ikone der serbisch-orthodoxen Kirche.
Die Ikone der Gottesmutter mit den drei Händen und dem Hirtenstab des Heiligen Sabas soll Sava von Serbien von seiner Reise in das Heilige Land mitgebracht haben. Der Legende zufolge prophezeite Sabas vor seinem Tod, dass eines Tages ein Prinz aus einem fernen Land, der den gleichen Namen tragen werde wie er, das Kloster Mar Saba besuchen werde; ihm seien seine Hinterlassenschaften, u. a. sein Hirtenstab, zu überlassen.
Zu den verehrten Reliquien des Klosters zählen die Ikone des Christus Pantokrator aus dem 13. Jh. und die Gottesmutter von den drei Händen sowie der Hirtenstab des Heiligen Sabas von Mar Saba.

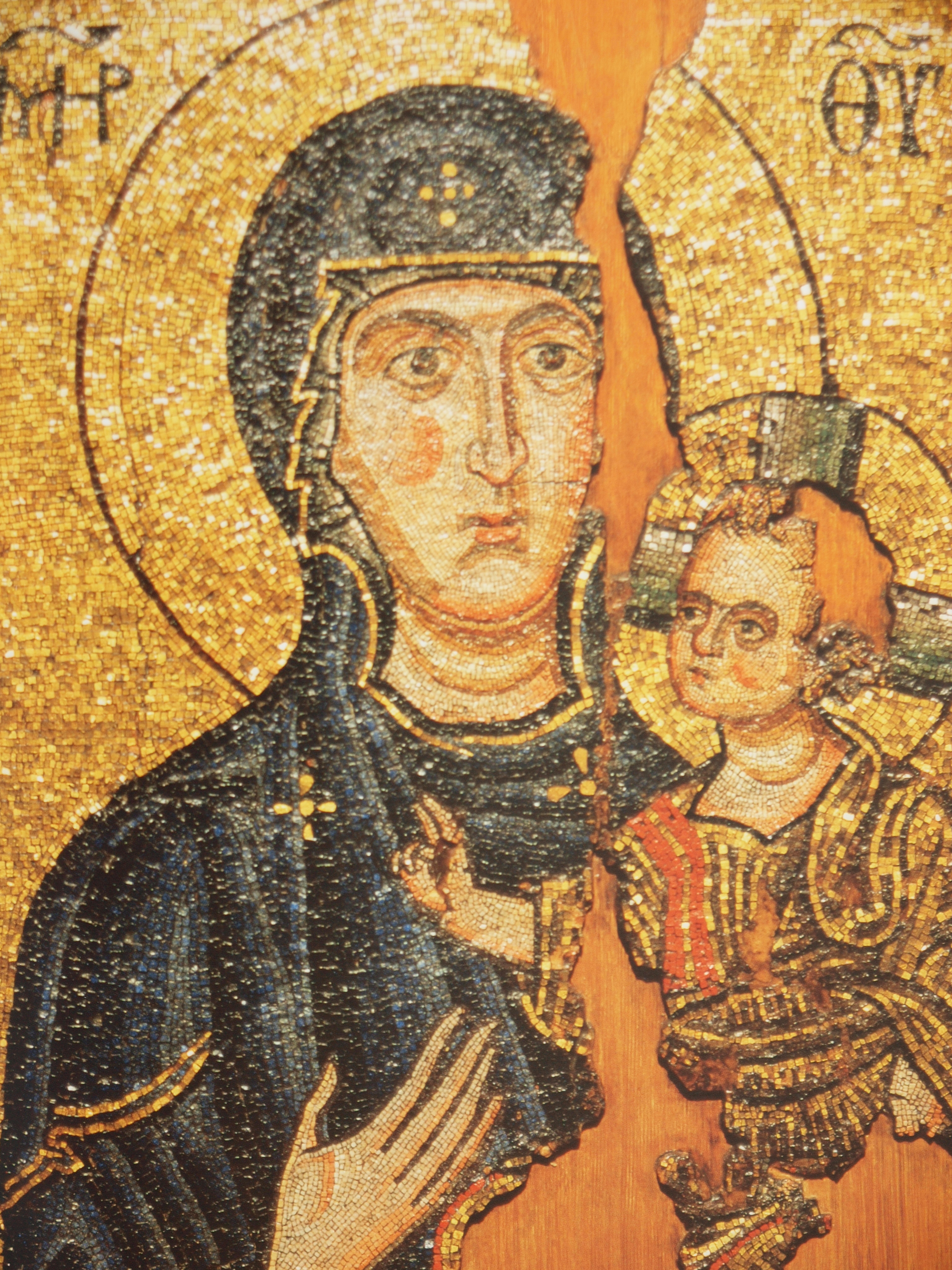
Hodegetria Mosaikikone 12. Jh.
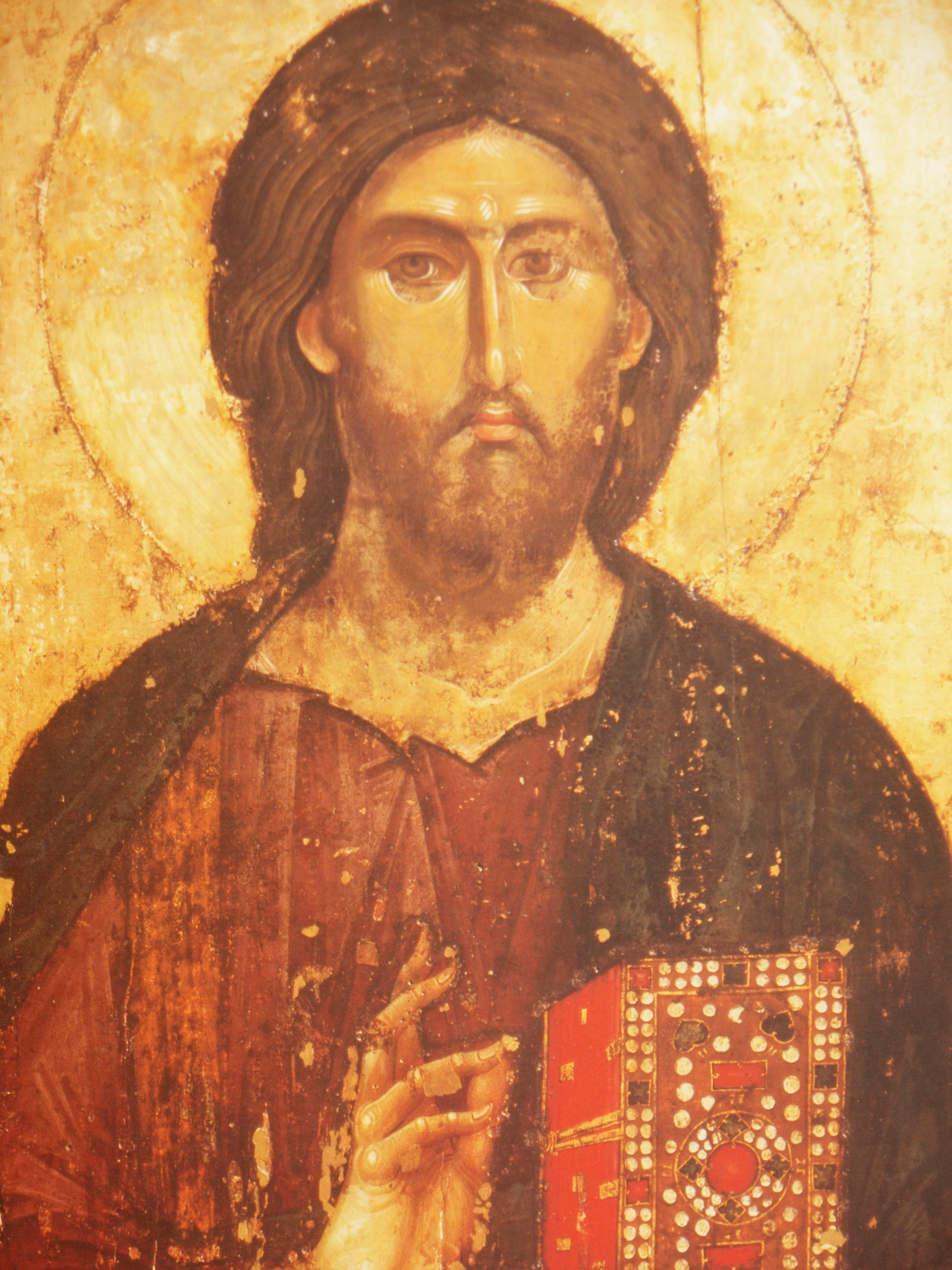
Christus Pantokrator Deesis Ikone 13. Jh.
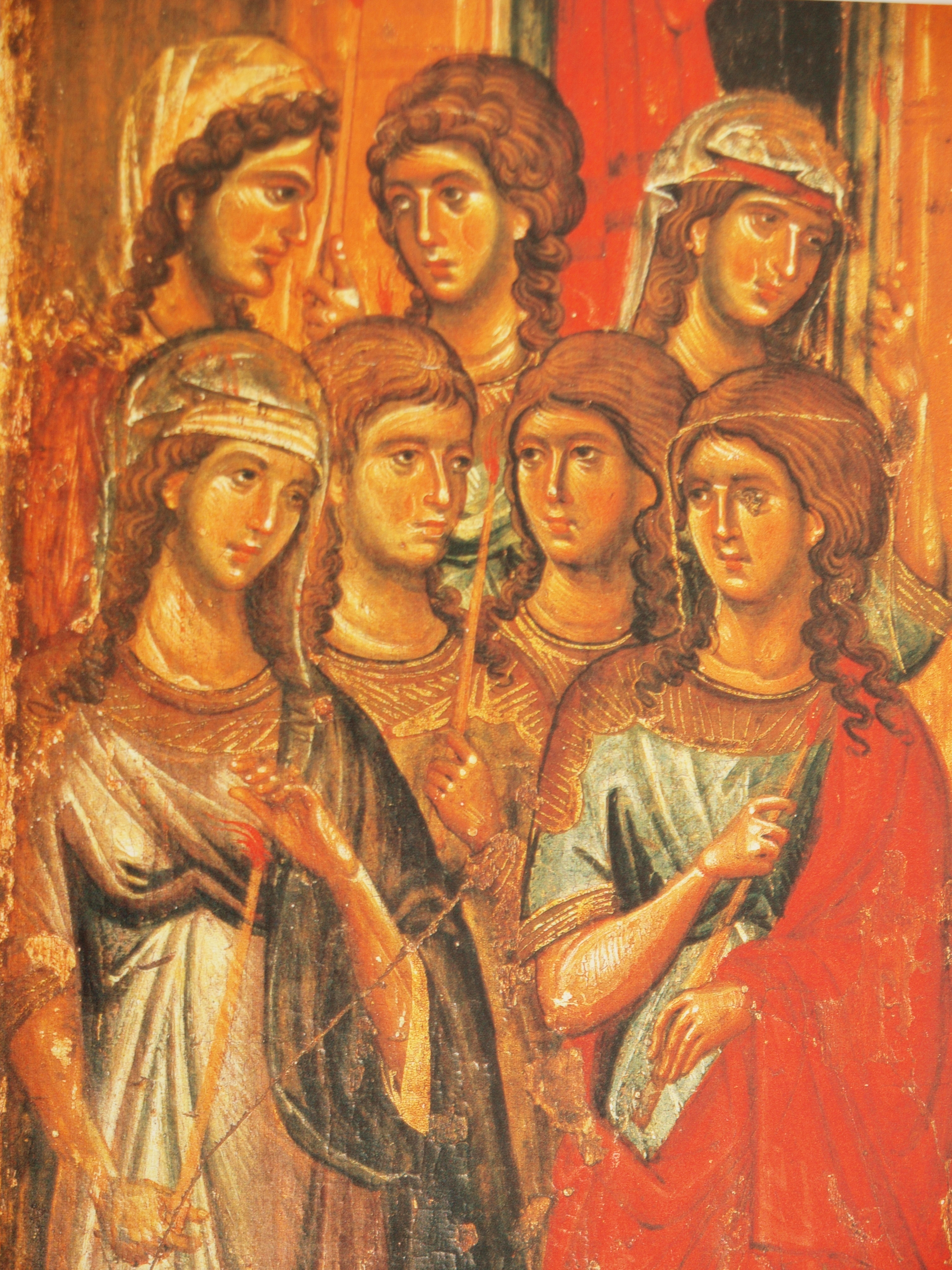
Darstellung Mariens im Tempel, um 1320
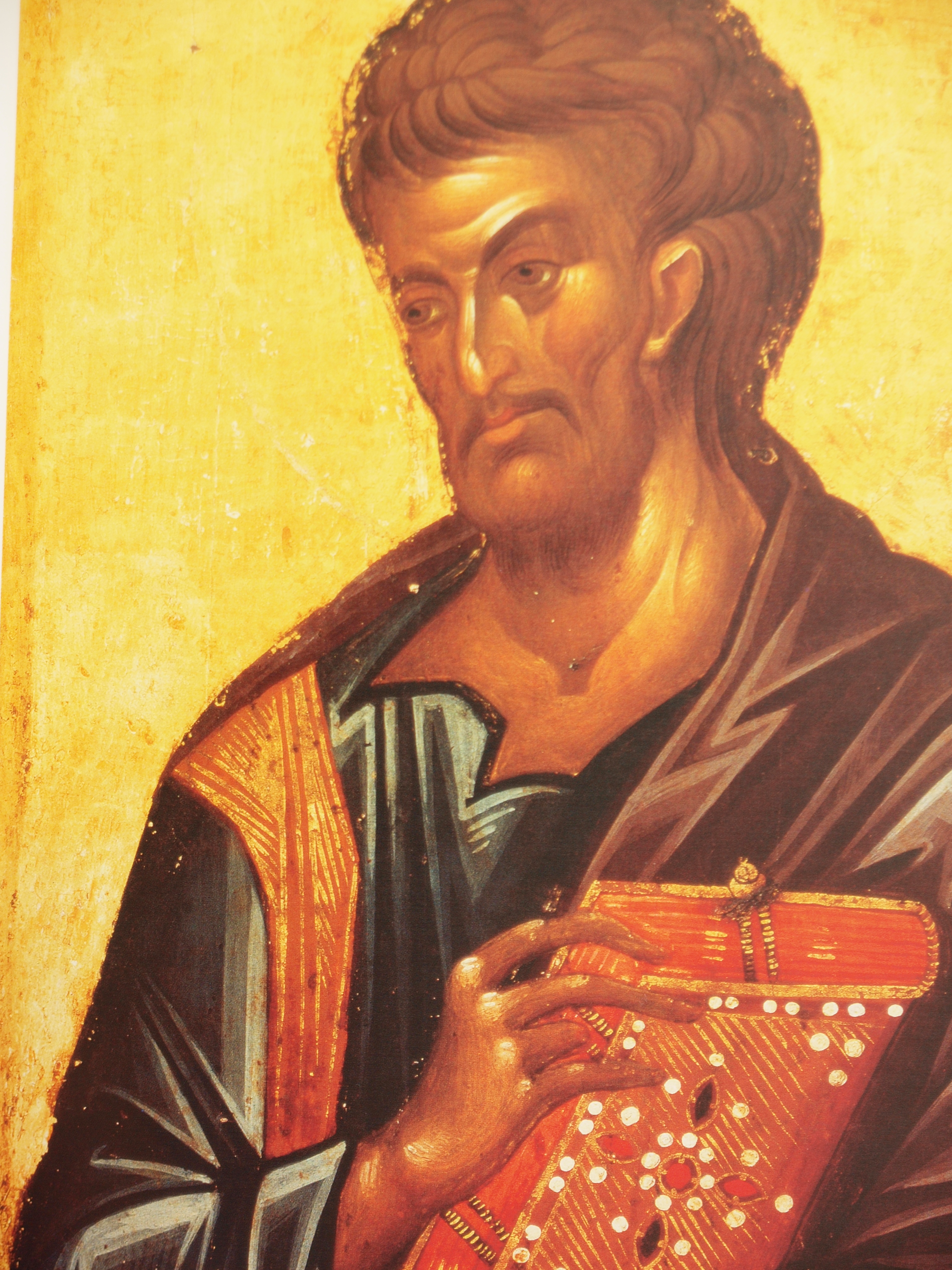
Deesis Ikone, Ev. Lukas, 14. Jh.
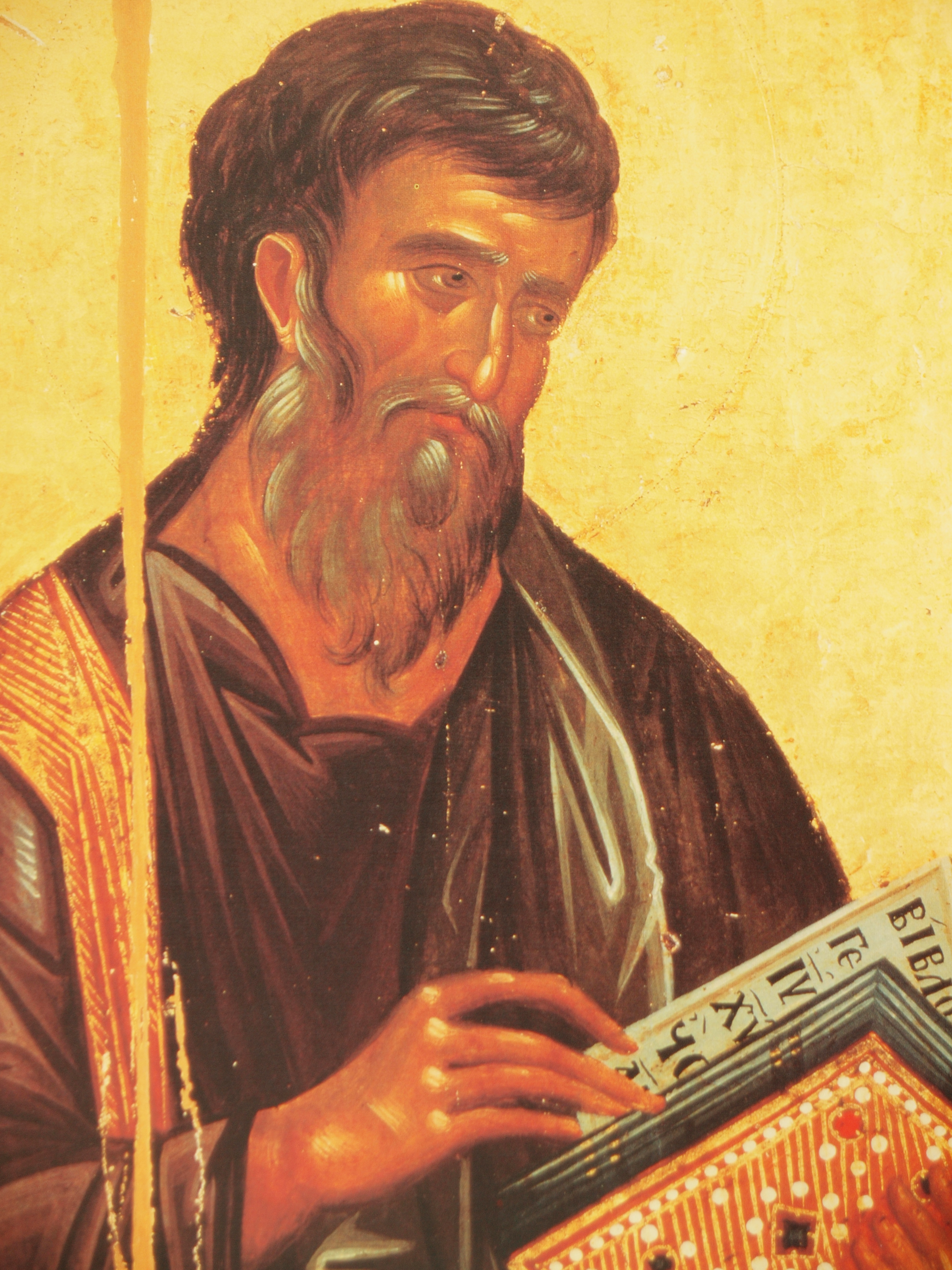
Deesis Ikone, Ev. Mathäus, 14. Jh.

## Gebäude
Das Kloster hat das Erscheinungsbild einer kleinen Stadt und Festung, die Gebäude, verschiedenen Epochen entstammend, wurden mit Ausnahme des Katholikons als integrale Bestandteile der Verteidigungsmauern konzipiert. Nur zwei Wehrtürme dienten der ausschließlichen Verteidigung, doch selbst diese sind mit jeweils einer Kapelle dem spirituellen Charakter der Anlage verpflichtet.

## Bibliotheksbestand
Die Bibliothek besitzt rund 809 slawische und 181 griechische Handschriften und etwa 20.000 gedruckte Bücher, davon gut 3.000 in griechischer Sprache. Nach anderen Abgaben sind es 1150 Handschriften (1076 auf Papier, 74 auf Pergament), 76 alte gedruckte Bücher, 6 Inkunabeln, 4518 alte Bücher und 40.000 Bücher, Zeitschriften und Zeitungen des 18. – 20. Jahrhunderts. Der Bibliotheksbestand wurden Ende des 19. und Anfang des 20. Jahrhunderts aus der Zusammenlegung aller über die Skiten und Pyrgen verteilten Bücher in einer zentralen Bibliothek zusammengetragen. Dabei stammte der Fonds aus den Schenkungen der Herrscher und reicher Fürsten, Stiftungen von Mönchen, sowie den Abschriften und Übersetzungen die seit dem 13. Jahrhundert im Kloster gepflegt wurde.
Die Sammlung alter mittelalterlicher Charten im Archiv Hilandars stellt nach dem Dubrovniker Archiv die größte der Balkanhalbinsel dar. Hier finden sich 157 Charten vom 12. bis 17. Jahrhundert in kyrillischer, 100 in griechischer, 18 in russischer, einige in rumänischer und 1700 in türkischer Redaktion.
Man nimmt an, dass sich das Miroslav-Evangelium sowie das Vukanovo-Evangelium, beide vom Ende des 12. Jahrhunderts, schon während der Gründung im Kloster befanden. Zum ältesten Fond gehören der Typikon von Karyes im Autograf des Heiligen Sava, wie der Typikon Hilandars.
Eine für die Literatur des serbischen Mittelalters seltene Gattung der medizinischen Kodizi wurde 1952 von Đorđe Radojčić in der Bibliothek entdeckt. Der sogenannte Medizinische Kodex Hilandars versammelt das medizinische Wissen des 12. bis 15. Jahrhunderts und stammt aus dem frühen 16. Jahrhundert.
Die 1844 aufgefundenen Hilandar-Blätter befinden sich in der Nationalen Wissenschaftlichen Bibliothek in Odessa.

## Brand im Jahr 2004
Ein Großteil des ausgedehnten, aus mehreren Gebäuden bestehenden Komplexes wurde in der Nacht vom 3. zum 4. März 2004 durch einen Brand, welcher angeblich durch einen defekten Heizlüfter verursacht wurde, stark zerstört. Für wahrscheinlicher halten die Experten nach einem neuartigen Laserscan des gesamten Komplexes einen Fall von Brandstiftung. Dem Feuer fielen viele uralte Kirchenschätze, Ikonen-Wandmalereien (Fresken) aus dem 12. und 13. Jahrhundert sowie das Weiße Rasthaus und ein sehr altes Gästebuch zum Opfer. Der Schaden wird auf über 20 Millionen Euro geschätzt, doch der Verlust an unwiederbringlichem Wissen und an jahrhundertealten Schätzen ist unbezahlbar. Die Renovierung werde mindestens bis 2014 andauern, erklärten Experten, da es im Moment an Spendengeldern fehle und der Schaden erheblich sei. Im Anschluss an den Brand hatte der damalige serbische Ministerpräsident Vojislav Koštunica zu Spenden für die Wiederherstellung des Klosters aufgerufen, aber auch die Orthodoxe Kirche sammelt Mittel zur Restaurierung.
International trat insbesondere der britische Thronfolger Charles innerhalb einer Stiftung der Freunde des Heiligen Berges Athos für die Wiederherstellung des Klosters ein. In seinem Anwesen Highgrove fand diesbezüglich 2011 eine Spendensammlung in Beisein des Prinzen statt.